# Transferase
I biokemi er en transferase et enzym, der katalyserer overførslen af en funktionel gruppe (fx en methyl- eller fosfatgruppe) fra ét molekyle (kaldet donoren) til et andet (kaldet acceptoren). For eksempel er et enzym, der katalyserer følgende reaktion, en transferase:
A–X + B → A + B–X
I dette eksempel er A donoren og B acceptoren. Donoren er ofte et coenzym.

## Nomenklatur
Navne for transferaser dannes som "donor:acceptorgruppetransferase." Andre navne forekommer dog ofte. De almene navne til transferaser er ofte dannet som "acceptorgruppetransferase" eller "donorgruppetransferase." For eksempel er en DNA-methyltransferase en transferase, der katalyserer overførslen af en methylgruppe til en DNA-acceptor.

## Klassifikation
Transferaser er klassificeret som EC 2 i EC-nummer-klassifikationen. Transferaser kan yderligere inddeles i ni underklasser:
- EC 2.1 inkluder enzymer, der overfører ét-carbongrupper (methyltransferase)
- EC 2.2 inkluder enzymer, der overfører aldehyd- eller ketongroupper
- EC 2.3 inkluder acyltransferases
- EC 2.4 inkluder glycosyltransferases
- EC 2.5 inkluder enzymer, der overfører alkyl- eller arylgrupper, andre end methylgrupper
- EC 2.6 inkluder enzymer, der overfører nitrogenholdige grupper (transaminase)
- EC 2.7 inkluder enzymer, der overfører fosforholdige grupper (fosfotransferase, inklusive polymerase og kinase)
- EC 2.8 inkluder enzymer, der overfører svovlholdige grupper (svovltransferase og sulfotransferase)
- EC 2.9 inkluder enzymer, der overfører seleniumholdige grupper